# 中華民國—吉里巴斯關係
中華民國與吉里巴斯共和國於2003—2019年有官方外交關係，斷交後，目前沒有在對方首都互設具大使館功能的代表機構。對吉里巴斯的相關事務由駐斐濟臺北商務辦事處兼轄。

## 政治

### 邦交時期

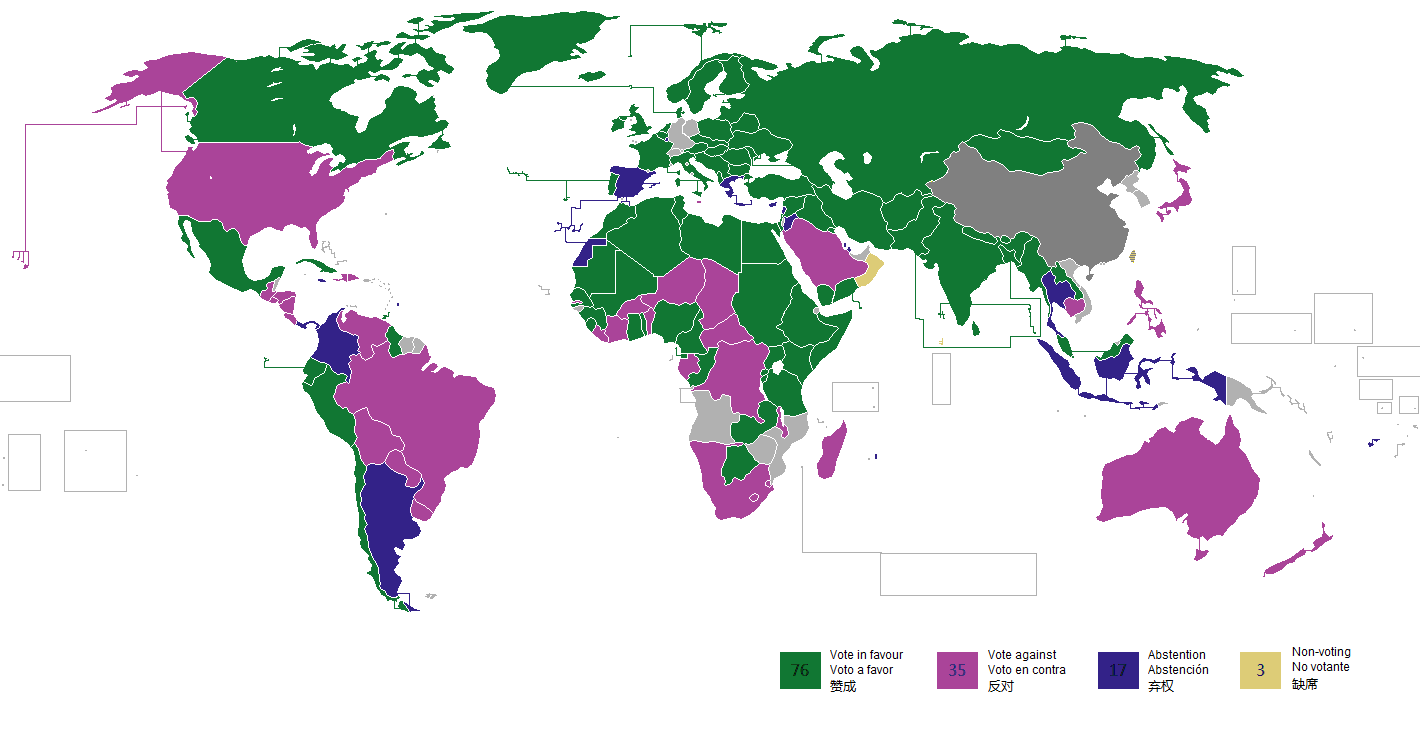
灰色國家表示非聯合國會員國，吉里巴斯當時是英國的吉尔伯特和埃利斯群岛，因此不能對中華民國續留聯合國一案參與投票，即《聯合國大會2758號決議》。

2003年11月7日，中華民國與吉里巴斯建立大使級外交關係。
2004年1月10日，於首都南塔拉瓦的百里基設立中華民國駐吉里巴斯共和國大使館。
2013年5月31日，於首都臺北設立吉里巴斯駐中華民國大使館，是該國在亞洲的唯一使館。6月，派駐大使，並兼駐日本、韓國。

### 斷交
2019年9月20日，吉里巴斯前總統塔巴伊與反對黨真理砥柱黨透露該國政府決定終止與中華民國的外交關係，將與中華人民共和國復交。稍後，吉里巴斯正式通知中華民國決定斷交，中華民國外交部長吳釗燮亦宣布斷交，即刻撤離大使館與技術團成員並終止所有雙邊合作計畫，結束16年的外交關係。
中華民國外交部表示，斷交原因是吉里巴斯總統馬茂欲向中華民國索求高額金援以購買民航客機，對於中華民國願提供優惠商業貸款並未接受，而中華人民共和國願無償贈與兩架民航客機以及承諾提供贈款採購多架民航客機與商用渡輪促使其轉向。中华人民共和国外交部则否认该指控，并称“岛内个别人士的言论再次充分暴露了他们以己之心度人之腹的心态。习惯用金钱去『买』外交的人可能理解不了，原则是买不来的，信任也是买不来的。”中華人民共和國與吉里巴斯交涉的過程中，吉里巴斯要求一架價值7,000萬美元的波音737，起先中國想要壓低籌碼，建議規格接近但造價僅有3,000萬美元的國產C919，此舉遭到吉里巴斯總統馬茂拒絕，最後中國贈與一架波音737。《路透社》報導，吉里巴斯總統辦公室發出書面聲明解釋與中國復交的原因是「針對我國國際關係，經過長期的內部審查和評估之後，選擇符合我國與人民的最佳利益」。

### 斷交後的雙邊關係
2020年4月22日，吉里巴斯國會選舉結束，執政黨成為少數黨，在野黨因此表明要與中華民國復交。24日，中華民國外交部表示，將密切觀察新政府外交政策走向，並持續與該國保持聯繫。5月，吉里巴斯前總統湯安諾表示，在6月22日的總統選舉，與台灣、中國的邦交問題是選舉誰能勝出的決定因素，他表示「這是我（從政）經歷中，看過最激烈的一次選舉。」並指出「（吉里巴斯）有強烈的反中情緒，特別是中國使館積極介入吉里巴斯選舉。」中華人民共和國外交部則否認介入選舉。其後，與中華民國斷交的現任總統馬茂連任成功。
2020年7月30日，中華民國前總統李登輝逝世，吉里巴斯前總統湯安諾表示哀悼。

### 人員互訪（2003年至今）

#### 吉里巴斯
| 職稱                        | 中文譯名(原文名)                                                                         | 訪問年月 |
| --------------------------- | ---------------------------------------------------------------------------------------- | -------- |
| 總統                        |                                                                                          |          |
| 湯安諾 (Anote Tong)         | 2004/02、2006/05、2007/12、2008/05、2010/06、2011/01、2012/05、2013/05、2014/08、2015/11 |          |
| 塔內希·馬茂 (Taneti Maamau) | 2016/05                                                                                  |          |
| 國會議長                    |                                                                                          |          |
| 田艾特 (Etera Teangana)     | 2005/04                                                                                  |          |
| 游達陶 (Taomati Iuta)       | 2008/10、2009/08、2011/10、2012/10                                                       |          |
| 2017/11、2019/08            |                                                                                          |          |

#### 中華民國
| 職稱       | 中文名  | 訪問年月 |
| ---------- | ------- | -------- |
| 總統       |         |          |
| 陳水扁     | 2005/05 |          |
| 馬英九     | 2010/03 |          |
| 立法院院長 |         |          |
| 王金平     | 2009/07 |          |
| 蘇嘉全     | 2019/07 |          |

## 經濟

### 貿易
| 年分 | 貿易總額   | 貿易總額 | 貿易總額 | 出口至吉里巴斯 | 出口至吉里巴斯 | 出口至吉里巴斯 | 自吉里巴斯進口 | 自吉里巴斯進口 | 自吉里巴斯進口 | 順逆差 |
| 年分 | 金額       | 年增減   | 排名     | 金額           | 年增減         | 排名           | 金額           | 年增減         | 排名           | 順逆差 |
| ---- | ---------- | -------- | -------- | -------------- | -------------- | -------------- | -------------- | -------------- | -------------- | ------ |
| 2017 | 3,000,255  | ▲252.0%  | 171      | 2,983,392      | ▲250.5%        | 153            | 16,863         | ▲1,180.4%      | 210            | 順差▲  |
| 2018 | 1,746,435  | ▼41.8%   | 177      | 1,721,854      | ▼42.3%         | 165            | 24,581         | ▲45.8%         | 211            | 順差▼  |
| 2019 | 10,725,281 | ▲514.1%  | 142      | 10,632,382     | ▲517.5%        | 123            | 92,899         | ▲277.9%        | 189            | 順差▲  |
| 2020 | 5,158,237  | ▼51.9%   | 163      | 5,158,237      | ▼51.5%         | 141            | --             | --             | 237            | 順差▼  |
| 2021 | 26,136,603 | ▲406.7%  | 121      | 26,076,511     | ▲405.5%        | 98             | 60,092         | --             | 190            | 順差▲  |
| 2022 | 46,060,545 | ▲76.2%   | 112      | 46,060,525     | ▲76.6%         | 93             | 20             | ▼100.0%        | 244            | 順差▲  |
| 2023 | 9,231,766  | ▼80.0%   | 143      | 9,225,971      | ▼80.0%         | 124            | 5,795          | ▲28,875.0%     | 207            | 順差▼  |
| 2024 | 10,553,931 | ▲14.3%   | 144      | 10,550,588     | ▲14.4%         | 121            | 3,343          | ▼42.3%         | 216            | 順差▲  |

2023年的兩國貿易項目如下：
出口至吉里巴斯的前10大項目為：石油與提自瀝青礦物之油類（原油除外）、以石油或瀝青質礦物為基本成份之未列名製品、廢油；稻米；撚線、繩、索製之結織網，紡織材料製之渔网與其他網類；舊衣著與其他舊物品；纸、纸板、纤维素胎或纖維素紙所製之箱、盒、匣、袋與其他包裝容器；機動車輛所用之零件與附件；新橡膠氣胎；水，包括礦泉水與汽水（碳酸水），含糖或其他甜味料或香料與其他未含酒精飲料；撚線、繩、索與纜；鋁箔等。
自吉里巴斯進口的項目為：鐵屬廢料、重熔用廢鋼鐵鑄錠；特殊物品，含進口未超過5萬新臺幣之小額報單與其他零星物品等。

## 兩國合作項目
| 日期           | 名稱                                                   | 備註         |
| -------------- | ------------------------------------------------------ | ------------ |
| 2004年2月10日  | 《中華民國政府與吉里巴斯共和國政府間農業技術合作協定》 | 以下簡稱中吉 |
| 2005年8月15日  | 《中吉衛生合作協定》                                   | [ 註 2 ]     |
| 2005年10月11日 | 《中吉關於國際合作發展基金會志工合作協定》             |              |
| 2007年3月22日  | 《中吉關於禽流感疫情交換合作瞭解備忘錄》               |              |
| 2007年11月6日  | 《中吉有關勞工事務合作瞭解備忘錄》                     |              |
| 2014年5月13日  | 《中吉避免所得稅雙重課稅及防杜逃稅協定》               |              |
| 2018年6月7日   | 《中吉渔业合作瞭解備忘錄》                             |              |

## 簽證

持中華民國護照的中華民國國民簽證要求分布圖：入境吉里巴斯需要簽證。

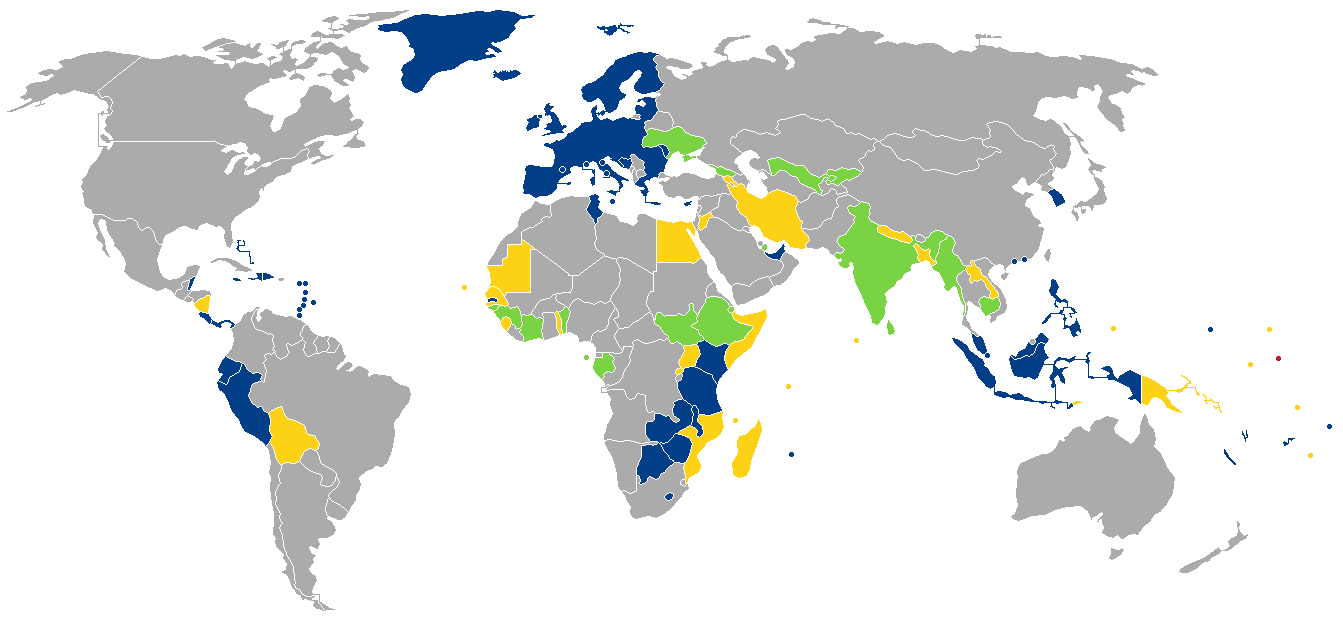
持吉里巴斯護照的吉里巴斯人口簽證要求分布圖：入境中華民國需要簽證。

兩國國民皆須申請簽證方可入境對方國家。持中華民國護照的中華民國國民入境吉里巴斯須接種完整2019冠状病毒病疫苗，並於3日內接受病毒檢測。
持有吉里巴斯護照的吉里巴斯國民抵台參加由中央政府機關主辦、協辦或贊助之國際會議、運動賽事、商展或其他活動，可以電子簽證入境中華民國，停留最多30天並不得延期。

### 事件
吉里巴斯曾自2004年4月起給予停留最多30天之入境免簽證待遇。在2019年9月兩國斷交後，吉里巴斯未說明是否繼續免簽證待遇，但中華民國外交部仍將其列為免簽證國家，直至2024年始移除。

## 交通

### 航空

#### 客運
兩國無直航班機，可經由（不計航點遠近，截至2023年7月17日）：
- 臺北→布里斯本、檀香山[註 3]，再轉機前往吉里巴斯的國際機場（英语：List of airports in Kiribati）。

## 外部連結
- 中華民國外交部－吉里巴斯共和國簡介 （页面存档备份，存于）
- 駐斐濟臺北商務辦事處
- 外交部領事事務局－國外旅遊警示分級表
- 中華民國衛生福利部－國際旅遊疫情建議等級
- 中華民國國際經濟合作協會 （页面存档备份，存于）